# スプラトリー諸島海戦
スプラトリー諸島海戦（スプラトリーしょとうかいせん、ベトナム語：Hải chiến Trường Sa 1988 / 海戰長沙1988?、中: 赤瓜礁海战）は、中国とベトナムの間で1988年3月14日に行われた海戦。南沙諸島海戦とも。

## 概要
鄧小平の時代、ベトナムと中国が領有権を争った南沙諸島（スプラトリー諸島）のジョンソン南礁（赤瓜礁・マビニ礁）において、中国人民解放軍海軍とベトナム人民海軍が衝突し、中国軍が勝利した。
中国は、この海戦でジョンソン南礁（赤瓜礁）のほか、ファイアリー・クロス礁（永暑礁）、クアテロン礁（華陽礁）、ヒューズ礁（東門礁）、ガベン礁（南薫礁）、スビ礁（渚碧礁）といった岩礁または珊瑚礁を手に入れ人工島を建設したが、大半は空軍の支援が届かないため海軍がすぐ中国本土に撤退、ベトナムは残りの29の島や暗礁を支配することとなった。

この戦闘でベトナム水兵70名以上が死傷、ベトナム艦船も損害を受け、ベトナム側の被った被害は甚大であった。また、岩礁、艦船にいた10名近くのベトナム水兵が中国側の捕虜となり広東省の収容所に収容された。彼らは1991年11月の中国・ベトナムの国交正常化時に解放され帰国した。

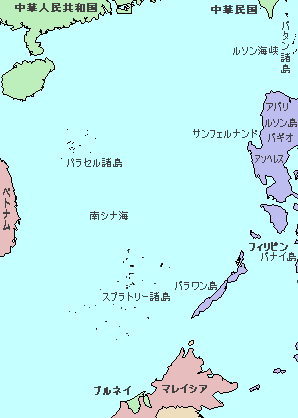
南沙諸島（スプラトリー諸島）

## ベトナム側の主張に基づく経過
13日午後4時ごろから、ほぼ非武装のベトナム海軍の工兵ら100名超が島に上陸し測量作業を開始した。現場海域では中国海軍のフリゲート艦が監視を続けており、にらみ合いが続いた。
14日午前4時ごろ、ベトナム兵士32人が岩礁に上陸し、ベトナム国旗を立てた。これを受けて中国艦艇からボートが繰り出され、島にいた兵士らに銃撃が行われた。
この一方的な攻撃で岩礁にいた32人の中で生き残れたのはわずか3人のみで、生存者も捕虜にされた。同時にベトナム艦船に攻撃が加えられ、輸送船2隻が沈没し、揚陸艦も大破した。ベトナム海軍は揚陸艦をカムラン湾に曳航して修理しようと試みたが、曳航中に沈没した。
ベトナムでは、ニャチャン市郊外にある南沙諸島博物館でこの事件について展示している。